# 川澄奈穗美
川澄奈穂美（日语：／ Kawasumi Nahomi，1985年9月23日—），日本女子足球運動員，司職左翼，現效力於日本女子聯賽的INAC神戶雌獅。
出身於神奈川縣大和市，自日本體育大學體育學部體育學科畢業。

## 經歷

### 俱樂部球隊
受到比自己年長三歳的姊姊影響，從小學二年級開始接觸足球，小學、中學至高校時期皆參加了當地的女子球隊。當時與之後的新潟天鵝女子隊球員上尾野邊惠是隊友，兩人活躍於各項地方賽事中，包括小學六年級時的「全國少年少女草足球大會」（全国少年少女草サッカー大会）、清水盃等，都獲得了冠軍。。隨後，進入神奈川縣立彌榮西高等學校，並擔任隊長。2005年，就讀日本體育大學時代表日本參加2005年夏季世界大學生運動會，最終得到銅牌。此外，也與同校隊友獲得全日本大學女子足球選手權大會冠軍。
2008年，加入INAC神戶雌獅。當初主要以比賽後段的替補角色上場。同年，也被選入明星賽的WEST隊，替補上陣攻入一球。
2009年，逐漸站穩翼鋒的位置，與米津美和、高瀨愛實組成三箭頭，該季攻進十球，並經由球迷投票入選明星賽先發陣容。
2010年，首度入選聯賽最佳陣容，也連續三年獲選參加明星賽。2011年，於元旦舉行的皇后杯全日本女子足球選手權大會決賽對陣浦和紅鑽女子隊的比賽裡，開賽不久後即取得進球，進入互射十二碼後，再以冷靜的射門打入致勝球，幫助球隊奪得冠軍，這也是自身所參與的首座俱樂部球隊冠軍。
2011年，被任命為隊長。在9月23日的生日當天，對千葉市原女子隊連下兩球，成功擊敗對手。11月6日，在獲得即確定拿下冠軍的比賽中，她首先取得進球，最終與日視美人握手言和。次輪對上AS Elfen狹山FC，也貢獻了進球助球隊贏得勝利，達成俱樂部的首座聯賽冠軍紀錄。。該賽季與隊友大野忍攻入12進球，同時並列聯賽進球王，並榮獲最優秀選手獎（MVP）及入選最佳陣容，個人獎項總共獲得三項榮譽。。11月30日，與兵工廠女子隊的慈善賽「TOYOTA Vitz CUP」中，以充沛的運動量活躍全場，幫助池笑然攻入比賽首個進球。第33回全日本女子足球選手權大會，於半準決賽和對方球員身體接觸，造成左手指甲受傷後退場，但仍在次場準決賽持續貢獻兩進球一助攻。、決勝戦でも攻撃の起点となり、チームの大会連覇とリーグとの2冠に貢献した。
2012年，為了減輕負擔，轉而備戰倫敦奧運會，因而卸下隊長的職務。。不過仍踢滿聯賽所有場次，幫助球隊連霸。
2013年，再度回任隊長。4月27日面對仙台維加泰女子隊的比賽是她第100場的聯賽出場。

## 所屬球隊
- 1993年 - 1997年 林間SCレモンズ
- 1998年 - 2003年 大和シルフィード（彌榮西高校）
- 2004年 - 2007年 日本體育大學
- 2008年 - 現在　INAC神戶雌獅

## 榮譽

### 球隊
日本體育大學
- 全日本大學女子足球選手權大會：2次（2004年、2007年）

INAC神戶雌獅
- 日本職業女子足球聯賽：2次（2011年、2012年）
- 皇后杯全日本女子足球選手權大會：3次（2010年、2011年、2012年）
- 日韓女子聯賽冠軍盃：1次（2012年）

日本國家隊
- 亞洲運動會：1次（2010年）
- 女子世界盃足球賽：1次（2011年）

### 個人
- 聯賽最優秀選手獎（MVP）：1次（2011年）
- 聯賽進球王：1次（2011年）※與大野忍並列同時獲獎
- 聯賽最佳陣容：3次（2010年、2011年、2012年）
- 入選聯賽明星賽：3回（2008年、2009年、2010年）

## 國家隊經歷

### 主要出場大會
U-19
- 2004年 亞足聯U19女子青年錦標賽

夏季世界大學生運動會
- 2005年 2005年夏季世界大學生運動會（銅牌）

國家隊
- 2008年 2008年女子亞洲盃足球賽（季軍）
- 2010年 2010年女子亞洲盃足球賽（季軍）
- 2010年 亞洲運動會（金牌）
- 2011年 阿爾加維盃（季軍）
- 2011年 2011年女子世界盃足球賽（冠軍）
- 2012年 阿爾加維盃（亞軍）
- 2012年 夏季奧林匹克運動會（銀牌）

## 外部連結
- 川澄奈穗美在国际奥林匹克委员会的资料
- 川澄奈穗美的Instagram帳戶
- 川澄奈穂美|INAC神戸レオネッサ （页面存档备份，存于） （日語）
- 川澄奈穂美オフィシャルブログ　ROAD RUNNER （日語）
- 川澄 奈穂美 （日語）